# Солоновка (Омская область)
Солоновка — деревня в Таврическом районе Омской области. Входит в состав Луговского сельского поселения.

## История
Основана в 1900 году. В 1928 году состояла из 127 хозяйств, основное население — русские. В административном отношении деревня являлась центром Солоновского сельсовета Таврического района Омского округа Сибирского края.

## Население
| 1926 | 2010 |
| ---- | ---- |
| 591  | ↘172 |

## Улицы
В деревне имеются две улицы: Береговая и Рабочая.